# Gouffre de la Grimo Santé
Le gouffre de la Grimo Santé est une large diaclase située sur la commune de Martincourt.
C'est la dixième plus grande grotte du département de Meurthe-et-Moselle, pour ce qui est du développement connu, après avoir été rétrogradée d'un rang par le gouffre du Failly,. Elle occupe également le quatrième rang pour la profondeur dans ce même département.

## Historique
Ce gouffre a été découvert en novembre 1933 par Stéphane Errard puis décrit en 1938 dans le bulletin de la Société des sciences de Nancy.

## Classement spéléologique
L'ensemble de la cavité est de classe 3.

## Faune souterraine
Plusieurs salamandres ont élu domicile en différentes endroits de la cavité depuis au moins 1980 et sont présentes à chaque visite de la cavité,,,.